# Kivijärvi (Luumäki)
Pour les articles homonymes, voir Kivijärvi (homonymie).
Le lac Kivijärvi (finnois : Kivijärvi) est un grand lac situé dans les  municipalités  de Lappeenranta, Luumäki et de Lemi en Finlande,.

## Présentation
Le lac a une superficie de 76,4 kilomètres carrés et une altitude de 75,2 mètres.
Le lac compte 164 îles d'une superficie totale de 3,17 kilomètres carrés, soit environ 29% de la superficie totale du lac. La plus grande île est Huuhtsalo (746 ha), qui est la 79e plus grande île de Finlande. Les autres îles principales sont Kännätsalo (600 ha), Kuhasensaari (430 ha), Haapasalo (338 ha) et Iso Rapasalo (218 ha). 
Ces îles sont situées au milieu de la partie méridionale du lac et découpent les eaux en petits lacs. 
Il y a une connexion routière vers les plus grandes îles autres que Haapasalo,.